# 1238年
| 千纪： | 2千纪 |
| 世纪： | 12世纪 \| 13世纪 \| 14世纪                                                                                 |
| 年代： | 1200年代 \| 1210年代 \| 1220年代 \| 1230年代 \| 1240年代 \| 1250年代 \| 1260年代                           |
| 年份： | 1233年 \| 1234年 \| 1235年 \| 1236年 \| 1237年 \| 1238年 \| 1239年 \| 1240年 \| 1241年 \| 1242年 \| 1243年 |
| 纪年： | 戊戌年（狗年）；南宋嘉熙二年；大理仁壽十二年；越南天應政平七年；日本嘉禎四年，曆仁元年                     |

## 大事记
- 中国
  - 蒙古帝国於廬州之戰围攻南宋庐州，被杜杲击退；孟珙於京襄之戰收复郢州、荆门军及襄阳、樊城等地。
  - 戊戌選試。
  - 高麗高宗向蒙古帝國請和。在高麗同意將高麗王室作蒙古人質後，蒙古撤軍。
- 泰国
  - 素可泰王国建立。
- 歐洲
  - 3月4日——蒙古帝國在錫季河戰役戰勝伏拉迪米爾-蘇茲達爾大公國，弗拉基米尔大公尤里二世·弗謝沃洛多维奇陣亡，標誌著蒙古征服俄羅斯戰爭的結束，此後俄羅斯諸國再也無力抵抗蒙古軍隊的侵略
  - 加利西亞大公丹尼爾·羅曼諾維奇成功統一加利西亞 (中歐)－沃林公國。
  - 莫斯科公國建立。
  - 奈斯爾王朝遷都格拉納達。
  - 阿拉貢王國海梅一世攻陷瓦倫西亞。
  - 蒙古帝国放棄攻打諾夫哥羅德後南返，穿過斯摩棱斯克公國，大掠切爾尼戈夫公國東半部，爆發科泽尔斯克围城战（俄语：Оборона Козельска），卻遭遇守城者猛烈抵抗，大軍被拖延9週才攻陷，只能暫時撤至頓河下游盆地進行休整。

## 逝世
- 3月4日——尤里二世·弗謝沃洛多维奇，第二位及第四位弗拉基米尔大公（1212年－1216年，1218年－1238年），在蒙古入侵俄羅斯期間統治伏拉迪米爾-蘇茲達爾大公國。